# Uwe Nepp
Uwe Nepp (* 1. Dezember 1966 in Krefeld) ist ein ehemaliger deutscher Radrennfahrer.

## Sportliche Laufbahn
Uwe Nepp war Teilnehmer der Olympischen Sommerspiele 1988 in Seoul. Er bestritt mit dem Bahnvierer die Mannschaftsverfolgung. Das deutsche Team belegte mit Thomas Dürst, Matthias Lange, Uwe Nepp und Michael Rich den 10. Platz. Nepp startete für den Verein EC Bayer Köln-Worringen.
1987 wurde er bei den nationalen Meisterschaften im Bahnradsport mit Ingo Wittenborn, Torsten Rellensmann und Manfred Donike Vize-Meister in der Mannschaftsverfolgung. 1989 wurde er Vize-Meister in der Einerverfolgung hinter Roland Günther.
Von 1989 bis 2000 war er als Berufsfahrer aktiv. Er fuhr unter anderem für die Radsportteams Varta–ELK Haus, Team Stuttgart und Team Coast.
1993 war er am Start der Vuelta a España und schied im Rennen aus. Seine beste Platzierung in einem Eintagesrennen der Profis war der 11. Rang in der Vier-Kantone-Rundfahrt 1990. Nepp startete mehrfach bei Sechstagerennen, kam dabei aber nicht auf das Podium.

## Familiäres
Sein Bruder Robert Nepp und sein Vater Manfred Nepp waren ebenfalls Radrennfahrer.

## Berufliches
Nach seiner aktiven Laufbahn begann Nepp als Personal Trainer zu arbeiten.